# Sjevernonjemačka konfederacija
Sjevernonjemačka konfederacija ili Sjevernonjemački savez (njem. Norddeutscher Bund) bio je njemački vojni savez osnovan u kolovozu 1866. pod vodstvom Kraljevine Pruske, koje je sljedeće godine transformiran u konfederalnu državu (de facto saveznu državu), koja je postojala od srpnja 1867. do prosinca 1870. godine. Bila je prekretnica Ujedinjenja Njemačke, kao i najraniji kontinuirani pravni prethodnik moderne njemačke nacionalne države koja je danas poznata kao Savezna Republika Njemačka.
Konfederacija je nastala nakon pobjede Pruske 1886. godine u Austrijsko-pruskom ratu, što je rezultiralo Praškim mirom, gdje je Pruska vršila pritisak na Austrijsko Carstvo da prihvate raspuštanje postojeće Njemačkog saveza. Zakoni su mogli biti dopušteni samo uz suglasnost Reichstaga (parlament koji se temelji na općem pravu glasa muškaraca) i Bundesrata.
Ubrzo su se pojavile napetosti između Sjevernonjemačke konfederacije i Drugog Francuskog Carstva, koje je bilo pod Napoleonom III., a u ljeto 1870., spor oko novog kralja Španjolske prešao je u Francusko-pruski rat. Novi kratkotrajni ustav je stupio na snagu 1. siječnja 1871. proglašavajući u svojoj preambuli i članku 11. "Njemačko Carstvo", iako je bio naslovljen kao jedan od novih "Njemačkih saveza", ali je trajao samo 4 mjeseca. Nakon pobjede u ratu s Drugim Francuskim Carstvom, njemački prinčevi i viši vojni zapovjednici proglasili su Vilima I. "njemačkim carem" u Dvorani zrcala. Prijelaz iz konfederacije u Carstvo završen je kada je Ustav Njemačkog Carstva koji je bio na snazi do raspada stupio na snagu 4. svibnja 1871. godine, dok je Francuska priznala Carstvo 10. svibnja 1871. Ugovorom iz Frankfurta.

## Vojni savez
Dana 18. kolovoza 1866. Kraljevina Pruska i veći broj sjevernonjemačkih i srednjonjemačkih država potpisale su Ugovor o Sjevernonjemačkoj konfederaciji kojim je uspostavljen Bündniß (savez). Ugovorom je stvoren vojni savez na godinu dana te je potvrđeno da države žele formirati saveznu državu na temelju pruskih prijedloga iz lipnja 1866. godine. Složile su se da se izabere parlament koji će raspravljati o ustavu. Saska i Hesse-Darmstadt, bivši neprijatelji, morale su pristati na pristupanje novoj federaciji u svojim mirovnim ugovorima (Hesse-Darmstadt pridružio se samo sa svojom sjevernom pokrajinom). Liberali u pruskom parlamentu bili su za potpunu prusku aneksiju svih sjevernonjemačkih teritorija. Na sličan je način stvorena i Kraljevina Italija.

## Ustav
Otto von Bismarck je tražio savjete od konzervativnih i demokratskih političara i konačno je predstavio nacrt ustava drugim državnim vladama. U isto vrijeme, Pruska i ostale države pripremale su izbore za sjevernonjemački parlament. Konstituierender Reichstag izabran je u veljači 1867. na temelju državnih zakona, a kupljao se od veljače do travnja. Konstituierender Reichstag nije bio parlament, već samo tijelo za raspravu i prihvaćanje nacrta ustava. Nakon toga su ga državni sabori potvrdili pa je 1. srpnja omogućen ustav. U kolovozu je izabran prvi Reichstag nove savezne države.
Glavni element u određivanju oblika nove savezne vlade bile su posljedice nedavno završenog američkog građanskog rata, u kojem su južne države nasilno ponovno uključene u Sjedinjene Američke Države, a ujedno je i ukinuto ropstvo. Iako je malo Nijemaca bilo posebno naklonjeno točnoj instituciji koja je pospješila građanski rat u SAD-u, a prevladavajuće stajalište izvan SAD-a u to je vrijeme bilo da su robovi emancipirani samo kao odmazda za odcjepljenje Južnjaka od SAD-a. Imajući to na umu, mnogi katolici, posebno u današnjoj južnoj Njemačkoj, bojali su se da bi Pruska jednoga dana mogla pokušati ostvariti sličnu vrstu krize unutar ujedinjene Njemačke i iskoristiti je kao izgovor za pokretanje nasilne represije protiv katoličanstva u cijeloj Njemačkoj. Bismarckova je namjera bila da nova savezna država izgleda kao konfederacija u tradiciji Njemačkog saveza.